# هنتلي غوردون
هنتلي غوردون هو ممثل كندي، ولد في 8 أكتوبر 1887 بمونتريال في كندا، وتوفي في 7 ديسمبر 1956 بفان نويس في الولايات المتحدة بسبب نوبة قلبية.

## أعمال

### أفلام
- (1933) أسرار

## وصلات خارجية
- هنتلي غوردون على موقع IMDb (الإنجليزية)
- هنتلي غوردون على موقع ألو سيني (الفرنسية)
- هنتلي غوردون على موقع أول موفي (الإنجليزية)
- هنتلي غوردون على موقع قاعدة بيانات برودواي على الإنترنت (الإنجليزية)
- هنتلي غوردون على موقع قاعدة بيانات برودواي على الإنترنت (الإنجليزية)
- هنتلي غوردون على موقع قاعدة بيانات الأفلام السويدية (السويدية)
- هنتلي غوردون على موقع قاعدة بيانات الفيلم (الإنجليزية)
- هنتلي غوردون على موقع كينوبويسك (الروسية)